# Justus Lipsius
Se även Justus Hermann Lipsius.
Justus Lipsius, latinisering för Joest, Juste och Josse Lips, född 18 oktober 1547 i Overijse i närheten av Bryssel, död 23 mars 1606 i Leuven, var en belgisk filolog och humanist.

## Biografi
Lipsius kom från en förmögen familj och fick sin första skolgång vid jesuiternas kollegium i Köln. Han började därefter studera vid universitetet i Leuven. Åren 1567–1569 vistades han i Rom som handsekreterare åt kardinal Granvella, och utgav, endast 19 år gammal, Variarum Lectionum Libri Tres, som han tillägnade kardinalen. År 1572 blev han efter en, möjligen skenbar, omvändelse till protestantismen professor i vältalighet och historia vid det lutherska universitetet i Jena. Han begav sig till Köln 1573, där han gifte sig och utgav ett par av sina viktigaste skrifter. År 1574 for han åter till Leuven, men anställdes 1579 som professor i historia vid universitetet i Leiden. 
I Leiden utövade han en vida berömd lärarverksamhet, men 1591 tvingades han att lämna sin plats på grund av sin politiska och religiösa omedgörlighet, som visade sig bland annat i hans arbeten Politicorum Libri Sex (1589) och De una religione (1590). Han återvände till den katolska läran och erhöll en nyinrättad latinsk professur i Leuven, där han bland annat skrev böcker om den heliga jungfruns underverk. År 1853 restes en minnesvård över honom i Leuven. Justus Lipsius har fått ge namn åt Europeiska unionens rådsbyggnad, som uppfördes i mitten av 1990-talet i Bryssel.

## Vetenskaplig gärning
Lipsius efterlämnade många alster efter en flitig författarverksamhet, allt skrivet på latin. Särskilt värdefulla är hans arbeten på den latinska textkritikens område och främst bland dessa upplagan av Tacitus (1574) med vissa mindre kommentarer, i vilken han visar prov på en textkritik så mönstergill, att hans teorier legat till grund för de flesta senare utgåvor. Dessa egenskaper kommer även till synes i hans utgåvor av filosofen Seneca (1605) med flera arbeten. Av banbrytande betydelse är hans författarskap på de romerska antikviteternas område bland annat genom De militia romana (1595).
Efter Tacitus bildade Lipsius sin affekterade stil (stilus lipdanus), som utgjorde en sammansmältning av det arkaistiska latinet och språket hos bland andra Appuleius, i motsats till det "ciceronianska" latinet. Stilen imiterades av en mängd filologer efter honom, vilka gick under benämningen lipsianerna. I sitt tankedigra filosofiska, av samtiden högt skattade verk Libri II de Constantin in publicis malis (1584), visade han sig vara en lärjunge av stoikerna.